# Rognosa d'Etiache

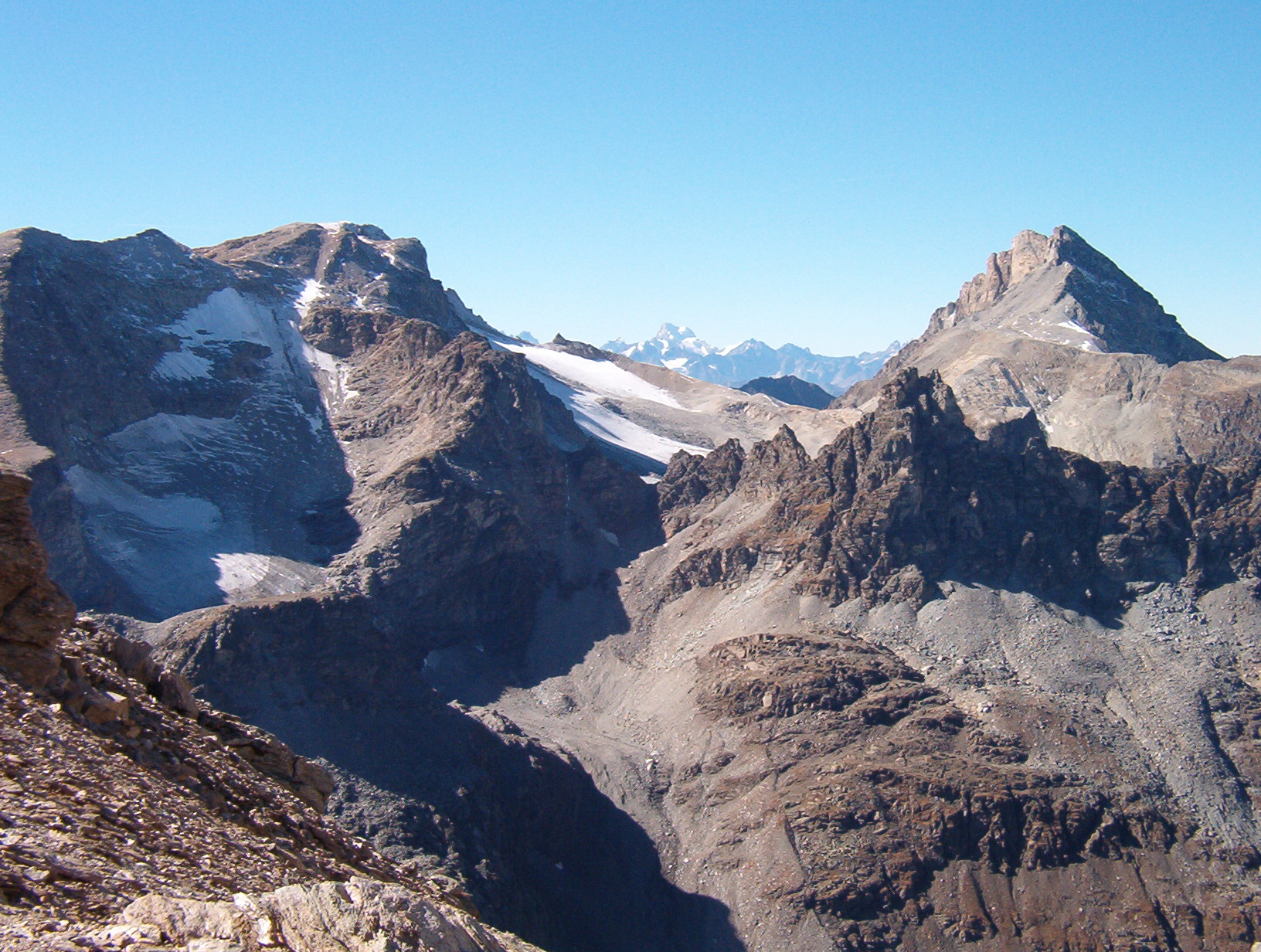
Rognosa d'Etiache (rechts) en Punta Sommeiller (links) gezien vanaf de Rocca d'Ambin

De Rognosa d'Etiache of Rognosa d'Étache is een berg in de Cottische Alpen met een hoogte van 3382 meter. Het is de tweede hoogste bergtop van de noordelijke Cottische Alpen (Alpi del Moncenisio) en de hoogste van de Ambingroep, vier meter hoger dan de nabije Mont d'Ambin. De top ligt op de grens van Frankrijk en Italië.

## Geografie
De berg ligt op de waterscheiding tussen de Italiaanse Susa-vallei en de Franse Mauriennevallei. Langs de Italiaanse (zuidelijke) kant hoort de berg tot de gemeente Bardonecchia.
In de SOIUSA-classificatie behoort de Rognosa tot de Ambingroep, deel van de Mont-Cenisalpen of "noordelijke Cottische Alpen". De Franse classificatie deelt de berg in bij de Ambingroep van het Mont-Cenismassief.

## Beklimming
De beklimming van de top begint voornamelijk vanuit de berghut Rifugio Camillo Scarfiotti (2165 m) dat in het ongerepte Valle Rochemolles ligt. De route vanaf dit punt voert ook over de 3009 meter hoge Col de Sommeiller. In totaal duurt de tocht naar de top ongeveer vier uur.